# Dryhuczki (miasteczko w sielsowiecie Turkowo)
Dryhuczki – dawne miasteczko. Tereny, na których leżała, znajdują się obecnie na Białorusi, w obwodzie witebskim, w rejonie miorskim, w sielsowiecie Turkowo.
Dawniej używana nazwa – Drygucze.

## Historia
W czasach zaborów w powiecie dzisieńskim, w guberni wileńskiej Imperium Rosyjskiego.
W latach 1921–1945 miasteczko leżała w Polsce, w województwie wileńskim, w powiecie dziśnieńskim, w gminie Mikołajów.
Według Powszechnego Spisu Ludności z 1921 roku zamieszkiwało tu 45 osób, 7 było wyznania rzymskokatolickiego a 38 prawosławnego. Jednocześnie 29 mieszkańców zadeklarowało polską a 16 białoruską przynależność narodową. Było tu 11 budynków mieszkalnych. W 1931 w 6 domach zamieszkiwało 23 osoby.
Wierni należeli do parafii prawosławnej w Hryhorowiczach  i rzymskokatolickiej w Dziśnie. Miejscowość podlegała pod Sąd Grodzki w Dziśnie i Okręgowy w Wilnie; właściwy urząd pocztowy mieścił się w Mikołajowie.